# Mesodon archeri
Mesodon archeri es una especie de molusco gasterópodo de la familia Polygyridae en el orden de los Stylommatophora.

## Distribución geográfica
Es  endémica de Estados Unidos.